# (33786) 1999 RJ196
1999 RJ196 (asteroide 33786) é um asteroide da cintura principal. Possui uma excentricidade de 0.09912730 e uma inclinação de 18.48457º.
Este asteroide foi descoberto no dia 8 de setembro de 1999 por LINEAR em Socorro.